# Cry (альбом Cigarettes After Sex)
Cry — другий студійний альбом американського ембієнт поп-гурту Cigarettes After Sex. Він вийшов на лейблі Partisan Records 25 жовтня 2019 року. Альбому передував сингл під назвою «Heavenly».

## Про альбом
Про альбом сказав фронтмен Грег Гонсалес: «Ми створили [Cry], щоб просто зробити знімок моменту, щоб передати відчуття чогось. Він недосконалий, але той факт, що він недосконалий, означає, що це чесне зображення. І це те, що для мене є ідеальним». Гонсалес також зауважив, що розглядає альбом як «фільм», оскільки він був «знятий в цьому приголомшливому, екзотичному місці на Майорці, і в ньому поєднані всі ці різні персонажі та сцени, але врешті-решт він насправді розповідає про романтику, красу та сексуальність.»
Розповідаючи про стиль гурту, Гонсалес сказав, що після пережитого розбитого серця йому потрібна була «дуже ніжна» і «дуже спокійна музика, тому що внутрішньо я переживав таке потрясіння. Музика, яку я створюю, стала реакцією на життя, яке відбувалося».
Гонсалес писав «Falling in Love» понад два роки. Він розповідає: «Я написав приспів посеред безлічі турів, дуже далеких від кохання чи реальних стосунків, і спроба написати цю пісню була б нечесною. Коли ми прийшли в студію, я зустрічався зі своєю теперішньою дівчиною і писав з реальної перспективи. Було дуже дивно, в певному сенсі, нарешті це сталося».

## Відгуки критиків
Cry отримав загалом позитивні відгуки від критиків, зазначені на агрегаторі рецензій Metacritic. Він має середньозважену оцінку 68 балів зі 100 на основі 11 рецензій. Аліша Могол з Exclaim! назвала альбом «ніжнішим і вразливішим», ніж дебютник гурту, і написала, що альбом «змусить вас плакати, тому що Гонсалес знає, що робить. Він катарсичний, приголомшливий, він пробудить ваші почуття, і його не можна пропустити». З іншого боку, Тімоті Монгер з AllMusic заявив, що «для проєкту, заснованого на любовних і чуттєвих задоволеннях, Cigarettes After Sex здається трохи занадто одновимірним».

## Список композицій
Автор музики і слів Грег Гонсалес. 
| #     | Назва                                   | Тривалість |
| ----- | --------------------------------------- | ---------- |
| 1.    | «Don't Let Me Go»                       | 4:22       |
| 2.    | «Kiss It Off Me»                        | 4:29       |
| 3.    | «Heavenly»                              | 4:48       |
| 4.    | «You're the Only Good Thing in My Life» | 4:35       |
| 5.    | «Touch»                                 | 4:52       |
| 6.    | «Hentai»                                | 4:45       |
| 7.    | «Cry»                                   | 4:16       |
| 8.    | «Falling in Love»                       | 4:05       |
| 9.    | «Pure»                                  | 4:14       |
| 40:26 |                                         |            |

## Учасники запису
Cigarettes After Sex
- Грег Гонсалес — вокал, гітара.
- Рендалл Міллер — бас.
- Яків Томський — ударні.
- Філіп Таббс — клавішні.

Продакшн
- Грег Гонсалес — виробництво
- Крейг Сілві — зведення
- Max Prior — додаткова інженерія
- Грег Калбі — мастеринг

Обкладинка алобому
- Рендалл Міллер — графічний дизайн
- Donovan Brien — додатковий дизайн
- Алессандро Пуччінеллі — обкладинка (Mare 345 — Seascape)

## Чарти
| Чарт (2019)                                  | Найвища позиція |
| -------------------------------------------- | --------------- |
| Australian Albums (ARIA)                     | 61              |
| Австрія Austrian Albums (Ö3 Austria)         | 26              |
| Бельгія Belgian Albums (Ultratop Flanders)   | 8               |
| Бельгія Belgian Albums (Ultratop Wallonia)   | 19              |
| Чехія Czech Albums (ČNS IFPI)                | 95              |
| Данія Danish Albums (Hitlisten)              | 31              |
| Нідерланди Dutch Albums (MegaCharts)         | 37              |
| Франція French Albums (SNEP)                 | 27              |
| Німеччина German Albums (Offizielle Top 100) | 29              |
| Італія Italian Albums (FIMI)                 | 60              |
| Latvian Albums (LAIPA)                       | 19              |
| Lithuanian Albums (AGATA)                    | 10              |
| Польща Polish Albums (ZPAV)                  | 21              |
| Португалія Portuguese Albums (AFP)           | 1               |
| Шотландія Scottish Albums (OCC)              | 21              |
| Іспанія Spanish Albums (PROMUSICAE)          | 26              |
| Швейцарія Swiss Albums (Schweizer Hitparade) | 18              |
| Велика Британія UK Albums (OCC)              | 36              |
| США Billboard 200                            | 152             |

| Чарт (2022)               | Позиція |
| ------------------------- | ------- |
| Lithuanian Albums (AGATA) | 58      |